# Појенешти (Васлуј)
Појенешти (рум. Poieneşti) насеље је у Румунији у округу Васлуј у општини Појенешти. Oпштина се налази на надморској висини од 201 m.

## Становништво
Према подацима из 2002. године у насељу је живело 3151 становника, од којих су сви румунске националности.

### Хронологија
| Година       | 1992 | 1993 | 1994 | 1995 | 1996 | 1997 | 1998 | 1999 | 2000 | 2001 | 2002 | 2003 | 2004 | 2005 | 2006 | 2007 | 2008 | 2009 | 2010 | 2011 | 2012 | 2013 | 2014 | 2015 | 2016 | 2017 |
| ------------ | ---- | ---- | ---- | ---- | ---- | ---- | ---- | ---- | ---- | ---- | ---- | ---- | ---- | ---- | ---- | ---- | ---- | ---- | ---- | ---- | ---- | ---- | ---- | ---- | ---- | ---- |
| Становништво | 2851 | 2811 | 2788 | 2779 | 2789 | 2813 | 2842 | 2851 | 2868 | 2871 | 2885 | 2928 | 2937 | 3010 | 2996 | 3001 | 3011 | 3017 | 3020 | 3019 | 3020 | 3038 | 3018 | 2979 | 2911 | 2916 |